# Mistyka jezuicka
Mistyka jezuicka – mistyka chrześcijańska, skupiająca się na treści doświadczeń duchowych Ignacego Loyoli (1491-1556). Punktem wyjścia jest "bezpośrednie doświadczenie Boga" poprzez podążanie za Jezusem Chrystusem, "bycie w Jezusie Chrystusie" i nieustanne kontemplowanie Boga. Mistyka ta jest więc mistyką Jezusa Chrystusa, a także mistyką doświadczenia. Zorientowana chrystocentrycznie, kładzie nacisk na kult Serca Jezusa.

## Początki mistyki jezuickiej
- Okres nawrócenia i oczyszczenia

U początków mistyki jezuickiej stoi Ignacy Loyola, który jest przykładem nawrócenia z egocentrycznej drogi życia. Podczas oblężenia Pampeluny został zraniony przez kulę armatnią, która uszkodziła mu nogę. Rozpoczął rekonwalescencję, podczas której zapoznał się z dziełem Ludolfa Kartuza z Saksonii (Vita Christi) i Złotą Legendą Jakuba de Voragine. Pod wpływem lektury doświadczył olśnienia i uświadomił sobie, że odtąd chce służyć Jezusowi Chrystusowi. Postanowił ostatecznie zerwać z dotychczasowym życiem i udał się do sanktuarium maryjnego w Montserracie, gdzie odbył spowiedź z całego dotychczasowego życia. Następnie wyruszył ku Barcelonie, zatrzymując się na kilka dni w Manresie.
- Okres przeżyć mistycznych – Manresa (1522-1523)

Czas pobytu w Manresie, to czas w którym dokonała się przemiana osobowości Ignacego Loyoli. Do ulubionych miejsc, które tam nawiedzał należała skalna grota nad brzegiem rzeki Cardoner. Tam oto dokonało się pierwsze przeżycie mistyczne, którym było objawienie Trójcy Przenajświętszej. To objawienie stało się fundamentem jego życia i działania, którego treścią był Majestat Boga pełen chwały. Kolejnym objawieniem było objawienie Boga Stworzyciela i samego aktu stworzenia. Ignacy zobaczył, że wszystko pochodzi od Boga. Odtąd znajdował Boga we wszystkich stworzeniach. Następne objawienie dokonało się w czasie odprawiania Mszy św. Ignacy ujrzał wtedy Jezusa w najświętszym Sakramencie i pojął sposób obecności Zbawiciela pod postacią chleba - Hostii. Dzięki temu objawieniu Ignacy określił charakter swojego powołania: pomoc duszom. Wielokrotnie jeszcze Jezus objawiał się Ignacemu, szczególnie w ciężkich dla niego chwilach. Największym oświeceniem było to, którego doświadczył podczas wędrówki wzdłuż potoku Cardoner. Tam bowiem doznał łaski pełnego rozumienia spraw duchowych, dotyczących tajemnic wiary i spraw tego świata. Ta chwila zadecydowała o tym, że Ignacy stał się założycielem Towarzystwa Jezusowego, a także autorem Ćwiczeń duchownych, które stały się narzędziem reformy religijnej w Kościele.
- Wizja w La Storta (1537). Chrystologiczne przeżycie mistyczne

Gdzieś w połowie listopada 1537r. Ignacy Loyola został w szczególny sposób nawiedzony przez Boga. Wtedy ujrzał, jak Bóg Ojciec powierza go Chrystusowi. W tym momencie doświadczył, że znajduje się w specjalnej więzi z Synem Bożym. To wydarzenie obudziło w nim płomienną miłość do Chrystusa.

## Cechy charakterystyczne
Mistyka ta jawi się jako duchowość czynna, apostolska, wybitnie dynamiczna. Do jej głównych cech zaliczamy:
1. gorąca miłość do Jezusa Chrystusa, która ma prowadzić do całkowitego oddania się Jego osobie i pracy apostolskiej
2. wysiłek połączony z pracą dla większej chwały Boga Ad maiorem Dei gloriam, tzw. służba drugiemu człowiekowi
3. uczuciowa miłość Jezusa, wywodząca się z „wewnętrznego poznania”, które skłania do naśladowania Jezusa ubogiego i pokornego.
Duchowość Ignacego Loyoli tzw. duchowość ignacjańska jest więc:
a) trynitarna, ponieważ włącza nas w ekonomię zbawienia;
b) chrystologiczna, ponieważ wszczepia osobę ludzką w Jezusa Chrystusa;
c) eklezjalna, ponieważ nie oddziela Głowy i Ciała, Chrystusa i Kościoła, ale łączy je w służbie miłości.

## Główne postacie
Jedną z bardziej znaczących postaci w historii mistyki jezuickiej był Ignacy Loyola (1491-1556). Jego współtowarzysz – Franciszek Ksawery (1506-1552) jest drugą po Założycielu postacią Towarzystwa Jezusowego, jako „Apostoł Wschodu”. Poza wybitnymi mistrzami, takimi jak: Piotr Kanizy (1520-1597) i Robert Bellarmin (1542-1621), pojawiają się ludzie nieprzeciętni, tacy jak: Alfons Rodriguez (1526-1616), Ludwik de Ponte (1554-1624), Ludwik Lallement (1587-1635) – założyciel szkoły mistyki jezuickiej we Francji, Jan Surin (1600-1665), Klaudiusz de la Colombiere (1641-1680), i znany Coussade (1675-1751). W czasach współczesnych mistyka jezuicka rozwijała się na podstawie studiowania Ćwiczeń duchownych. Do jej rozwoju przyczynili się: L. de Grandmaison (1877-1927) oraz Józef de Guibert (1877-1942).
Za najbardziej wpływowego jezuitę uchodził Karl Rahner (1904-1984). Był autorem wielu książek np. Theological Investigations (Poszukiwania teologiczne). To właśnie on wejrzał w samo sedno duchowości Ignacego, tj. w możliwość bezpośredniego doświadczenia Boga.
Szkoła Towarzystwa Jezusowego wykształciła własny system teologiczny. Od czasów św. Ignacego Loyoli datuje się zwyczaj praktykowania regularnego i systematycznego rozmyślania. Jezuici zapoczątkowali również nowy ruch modlitwy, tzw. „dzieło apostolstwa modlitwy”. Wielu jezuitów zaczęło się koncentrować na tradycji mistycznej Towarzystwa: A. Poulain, J. Guibert, I.Marechal.